# Linea U3 (metropolitana di Berlino)
La linea U3 è una linea della metropolitana di Berlino (U-Bahn); collega i ricchi sobborghi sud-occidentali di Zehlendorf e Dahlem con l'ex Berlino Est passando per il centro Ovest (City-West) e attraversando interamente il quartiere di Wilmersdorf.
La U3 conta un totale di 24 stazioni e una lunghezza di 19,7 chilometri. Condivide binari e percorso con la linea U1 attraverso i quartieri di Schöneberg e Kreuzberg. 
La linea U3 è in particolare utilizzata quotidianamente dagli studenti della Freie Universität Berlin a Dahlem.

## Stazioni
| Stazioni                       | Interscambi | Note |
| ------------------------------ | ----------- | ---- |
| Warschauer Straße              | S-Bahn      |      |
| Schlesisches Tor               |             |      |
| Görlitzer Bahnhof              |             |      |
| Kottbusser Tor                 | U8          |      |
| Prinzenstraße                  |             |      |
| Hallesches Tor                 | U6          |      |
| Möckernbrücke                  | U7          |      |
| Gleisdreieck                   | U2          |      |
| Kurfürstenstraße               |             |      |
| Nollendorfplatz                | U2, U4      |      |
| Wittenbergplatz                | U1, U2      |      |
| Augsburger Straße              |             |      |
| Spichernstraße                 | U9          |      |
| Hohenzollernplatz              |             |      |
| Fehrbelliner Platz             | U7          |      |
| Heidelberger Platz             | S-Bahn      |      |
| Rüdesheimer Platz              |             |      |
| Breitenbachplatz               |             |      |
| Podbielskiallee                |             |      |
| Dahlem-Dorf                    |             |      |
| Freie Universität (Thielplatz) |             |      |
| Oskar-Helene-Heim              |             |      |
| Onkel Toms Hütte               |             |      |
| Krumme Lanke                   |             |      |

## Date di apertura
- 18 febbraio 1902: Stralauer Tor ↔ Gleisdreieck
- 12 agosto 1902: Warschauer Brücke ↔ Stralauer Tor
- 3 novembre 1912: Gleisdreieck Station
- 12 ottobre 1913: Wittenbergplatz ↔ Thielplatz
- 24 ottobre 1926: Wittenbergplatz ↔ Nollendorfplatz
- 22 dicembre 1929: Thielplatz ↔ Krumme Lanke
- 2 giugno 1959: apre la stazione di Spichernstraße; chiude la stazione di Nürnberger Platz
- 8 maggio 1961: inaugurazione della stazione di Augsburger Straße

### Testi di approfondimento
- (DE) Johannes Bousset, Ein Weihnachtsgeschenk für Berlin. Zur Eröffnung der U-Bahnstrecken Flughafen – Tempelhof (Südring); Stadion – Ruhleben; Thielplatz – Krumme Lanke sowie der Bahnhofserweiterungen Bülowstraße und Nollendorfplatz, in Die Fahrt, 1930,  pp. 2-10.
- (DE) Alexander Seefeldt e Axel Mauruszat, U3. Die Wilmersdorf-Dahlemer Schnellbahn, Berlino, Robert Schwandl Verlag, 2018, ISBN 978-3-936573-56-5.